# Walter Scheler

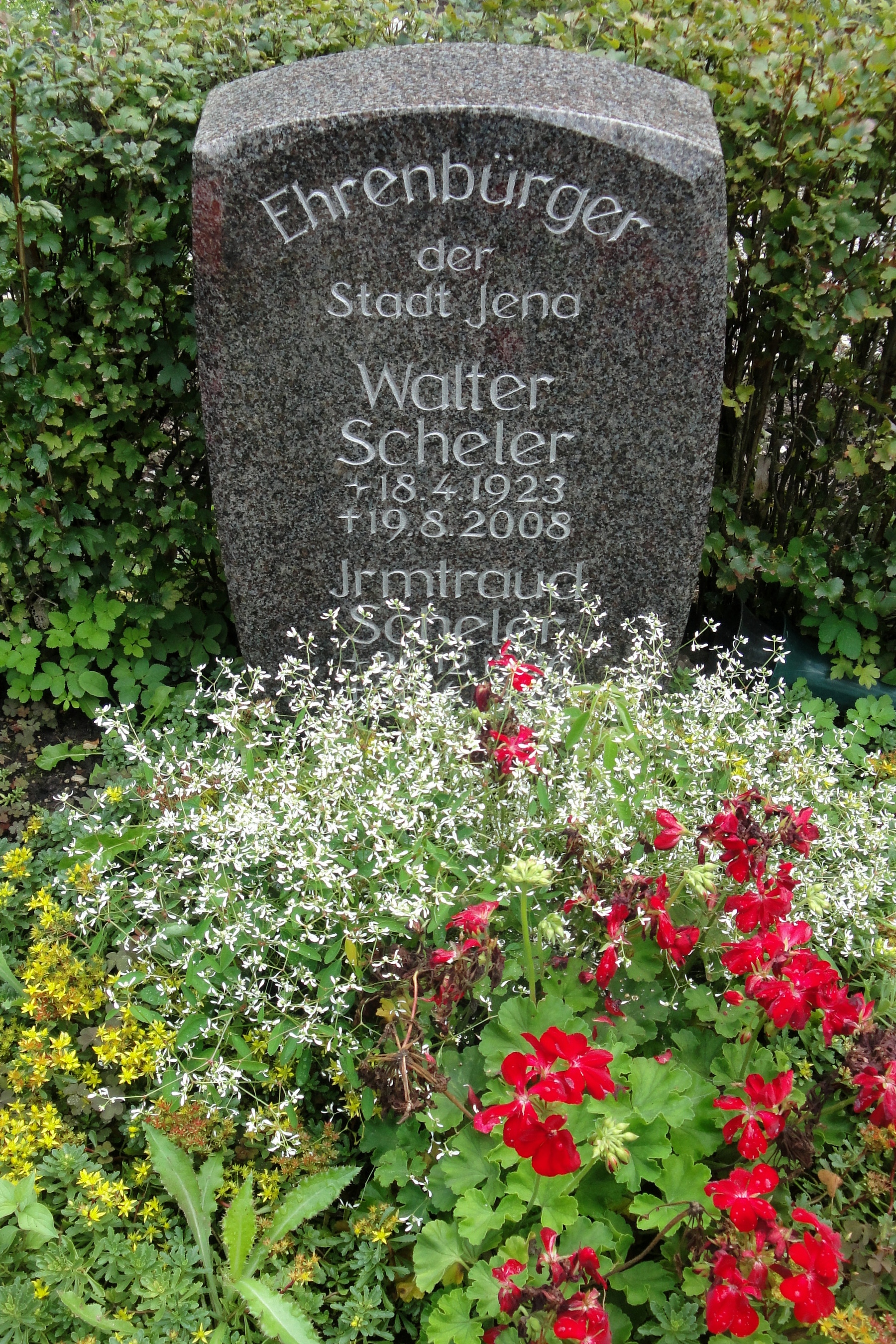
Grab von Walter Scheler auf dem Nordfriedhof in Jena

Walter Scheler (* 18. April 1923 in Sonneberg; † 19. August 2008 in Jena) war ein deutscher Buchhalter, der am Aufstand des 17. Juni 1953 in der Deutschen Demokratischen Republik (DDR) teilnahm, durch sowjetische Besatzungstruppen verhaftet und einen Tag später in Weimar zu 25 Jahren Lagerhaft verurteilt und im Jahr 1961 begnadigt wurde. Im Jahr 2003 wurde er Ehrenbürger der Stadt Jena.

## Leben
Scheler ging nach dem Abschluss der Mittelschule ab 1938 in eine kaufmännische Lehre bei einem Rechtsanwalt. Im selben Jahr wurde er Mitglied der Hitlerjugend (HJ). Im Jahr 1940 wurde er in die deutsche Wehrmacht eingezogen und kämpfte bis 1945 als Angehöriger der Kriegsmarine im Zweiten Weltkrieg. Kurz vor Kriegsende 1945 geriet er in britische Kriegsgefangenschaft, aus der er Anfang 1946 entlassen wurde.
Scheler kehrte nach Sonneberg zurück und wurde Mitglied der Sozialdemokratischen Partei Deutschlands (SPD). Im April 1946 wurde er durch die Zwangsvereinigung von SPD und KPD Mitglied der Sozialistischen Einheitspartei Deutschlands (SED). Bis 1949 war er zeitweise beschäftigungslos und dann Mitarbeiter der Volkspolizei (VP) in der sowjetisch besetzten Zone Deutschlands. Im Jahr 1949 trat Scheler aus der SED aus, ihm wurde deshalb ein von ihm angestrebtes Studium der Wirtschaftswissenschaften von staatlichen Behörden verwehrt und er quittierte den Polizeidienst.
Am 6. Juni 1952 wurde Scheler mit Ehefrau und Sohn im Rahmen der sogenannten „Aktion Ungeziefer“, bei der als „politisch unzuverlässig“ eingeschätzte Bürger mit ihren Familien Ortschaften an der innerdeutschen Grenze verlassen mussten, zwangsweise nach Jena umgesiedelt. Er wurde dort Buchhalter bei der Deutschen Handelszentrale (DHZ) Kohle.
Am 17. Juni 1953 kam es im Rahmen des DDR-weiten Aufstands in Jena zu Demonstrationen, an denen 20.000 Menschen teilnahmen. Noch am Vormittag kam es zu der Erstürmung der Kreisleitung Jena-Stadt der SED durch Demonstranten. Diese bildeten eine Gruppe von Sprechern, der Scheler angehörte. Gegen 14 Uhr fuhren sowjetische Panzer auf und schlugen die Unruhen nieder. Scheler wurde mit Herbert Bähnisch und Alfred Diener von sowjetischen Truppen verhaftet und am folgenden Tag an das Sowjetische Militärtribunal Weimar überführt. Noch am 18. Juni 1953 wurde Scheler zu 25 Jahren Lagerhaft verurteilt.
Ab Ende Juli 1953 saß Scheler in der Justizvollzugsanstalt Bautzen ein. Bis 1956 blieb er in Einzelhaft. Im Jahr 1961 wurde Scheler aufgrund eines Gnadenerlasses aus der Haft entlassen. Er kehrte nach Jena zurück und wurde Hilfsarbeiter im VEB Jenaer Glaswerk, Lagerist in einem Möbelgeschäft und schließlich Beauftragter für Arbeitsschutz der HO-Gaststätten Jena. Im Jahr 1988 ging er in Rente.

## Ehrungen
Nach der Wende und der friedlichen Revolution in der DDR war Scheler als Zeitzeuge an der Aufarbeitung des 17. Juni 1953 beteiligt. Am 15. November 1993 erklärte der Generalstaatsanwalt der Russischen Föderation das Urteil vom Juni 1953 für nichtig und Scheler wurde vollständig rehabilitiert. Im Jahr 2003 wurde ihm die Ehrenbürgerschaft der Stadt Jena zuerkannt.

## Würdigungen
Seit dem Jahr 2009 schreibt die Geschichtswerkstatt Jena den Walter-Scheler-Preis aus.